# Franz Josef Kühnen
Franz Josef Kühnen (* 11. Mai 1934 in Kalkar; † 15. August 2022 in Bergisch Gladbach) war ein deutscher Bibliothekar.

## Leben und Wirken
Franz Josef Kühnen studierte seit 1954 Lateinische Philologie, Griechische Philologie und Geschichte an der Universität Köln. Nach dem Staatsexamen für den höheren Schuldienst 1961 promovierte er dort 1962. Von 1962 bis 1964 war er wissenschaftlicher Mitarbeiter am „Thesaurus linguae Latinae“ bei der Bayerischen Akademie der Wissenschaften in München. Als Bibliotheksreferendar an der Universitäts- und Stadtbibliothek Köln trat er 1964 in die Ausbildung für den höheren Bibliotheksdienst und legte am Bibliothekar-Lehrinstitut des Landes Nordrhein-Westfalen 1966 die Fachprüfung hierfür ab. Von 1966 bis 1970 arbeitete er als wissenschaftlicher Bibliothekar an der Universitäts- und Stadtbibliothek Köln. Im Jahre 1970 wechselte er an die neu gegründete Deutsche Zentralbibliothek für Medizin (ZB Med) in Köln, Von 1978 bis 1996 war er dort Leitender Bibliotheksdirektor und damit ihr Gründungsdirektor. In seine Amtszeit fiel nicht nur die Einrichtung eines Bibliotheksneubaus, sondern auch der Aufbau einer modernen leistungsfähigen Zentralbibliothek für das Fach Medizin in der Bundesrepublik Deutschland. Kühnen wirkte außerdem in zahlreiche Fachgremien mit.

## Schriften
- Seneca und die römische Geschichte. Schubert, München 1962 (Dissertation Universität Köln).
- (Mitbearb.): 500 Jahre Buch und Zeitung in Köln. Ausstellungskatalog. Greven, Köln 1965.
- Gottfried Hittorp. Untersuchung zu Leben und Tätigkeit eines Kölner Verlegers im 16. Jahrhundert. Bibliothekar-Lehrinstitut des Landes Nordrhein-Westfalen, Köln 1966.
- Zu Stellung und Aufgaben der Zentralbibliothek der Medizin im Bibliothekssystem der Bundesrepublik Deutschland. In: Gerhart Lohse (Hrsg.): Bibliotheksarbeit heute. Beiträge zur Theorie und Praxis. Festschrift für Werner Krieg zum 65. Geb. am 13. Juni 1973 (= Zeitschrift für Bibliothekswesen und Bibliographie, Sonderhefte, Bd. 16). Klostermann, Frankfurt/M. 1973, S. 133–142.
- Literatur, Literatur. Antrieb oder Hemmnis für die Wissenschaft? In: Gutenberg-Jahrbuch, Jg. 1991, S. 50–57.
- Online-Ordering in der Zentralbibliothek der Medizin. In: Klaus Franken/Karl-Wilhelm Neubauer (Hrsg.): Elektronische Fernleihe und Dokumentlieferung (= Bibliothek aktuell, Sonderheft 11). Universitätsbibliothek Konstanz 1993, S. 119–133, ISBN 3-89318-010-9.
- Zur Erwerbungspolitik einer zentralen Fachbibliothek. Rückblick und Ausblick. In: Gernot Gabel u. a. (Hrsg.): De officio bibliothecarii. Beiträge zur Bibliothekspraxis. Hans Limburg zum 65. Geburtstag gewidmet. Greven, Köln 1998, S. 188–203, ISBN 3-7743-0311-8.